# Нићифор (Артаваздов син)
Нићифор био је млађи византијски цар - савладар од 741. до 743. године. Крунисан је заједно са својим оцем Артаваздом ( в. 741–743) који је узурпирао трон цара Константина V ( в. 741–775). Цар Константин V је поново преузео власт 2. новембра 743, а Нићифор, Артавазд и Никита су били ослепљени и замонашени у манастиру Хора.

## Живот
Нићифора је његов отац Артавазд поставио за стратега Тракије убрзо након што је узурпирао престо од византијског цара Константина V, у јуну/јулу 741. Уздигнут је за млађег цара - савладара у неком тренутку 741.
Након што је цар Константин V победио Артавазда 2. новембра 743. године, он је наредио јавно понижење Артавазда, Нићифора и Никите на цариградском хиподрому пре него што је био ослепљен и замонашен у манастиру Хора.